# Hated: GG Allin And The Murder Junkies
Hated : GG Allin And The Murder Junkies (en español: Odiado: GG Allin y Los Adictos al Asesinato) es un documental biográfico y debut filmográfico del director Todd Phillips, estrenado en 1993 y que narra la vida y obra de GG Allin, un polémico cantante de punk rock extremo; conocido por sus notorias actuaciones en vivo y su escandalosa vida personal. La cinta muestra testimonios de sus amigos de infancia, su familia, su banda y también contiene fragmentos de algunos de sus conciertos más impactantes, en donde se lo ve practicando actos de defecación, coprofagia, golpeado al público, autoflagelación y siendo arrestado por la policía.
La cinta muestra además, entrevista de programas de televisión como  Jerry Springer, The Jerry Springer Show y del periodista Geraldo Rivera; en donde Allin exponía su filosofía de vida. También aparece imágenes de Allin con el asesino en serie, John Wayne Gacy sin acreditar. La película vio la luz en 1994 y fue reeditada en DVD en 1997.
La cinta recibió en su estreno una respuesta generalmente negativa por parte de los críticos, así como una respuesta de polarización de los fanáticos del punk. El documental fue en su estreno "odiado", pero ha alcanzado reconocimiento de la crítica con el correr de los años. A partir de 2015, la película tiene una puntuación de 63% en el sitio web Rotten Tomatoes.